# Fulcrifera crotalariae
Fulcrifera crotalariae is een vlinder uit de familie bladrollers (Tortricidae). De wetenschappelijke naam voor deze soort is voor het eerst geldig gepubliceerd in 2012 door Razowski & Brown.
De soort komt voor in tropisch Afrika.